# Doug Mientkiewicz
Douglas Andrew "Doug" Mientkiewicz, född den 19 juni 1974 i Toledo i Ohio, är en amerikansk före detta professionell basebollspelare som tog guld för USA vid olympiska sommarspelen 2000 i Sydney.
Mientkiewicz spelade tolv säsonger i Major League Baseball (MLB) 1998–2009. Han spelade för Minnesota Twins (1998–2004), Boston Red Sox (2004), New York Mets (2005), Kansas City Royals (2006), New York Yankees (2007), Pittsburgh Pirates (2008) och Los Angeles Dodgers (2009). Totalt spelade han 1 087 matcher med ett slaggenomsnitt på 0,271, 66 homeruns och 405 RBI:s (inslagna poäng).
Mientkiewicz var med och vann World Series 2004 med Boston Red Sox, klubbens första World Series-titel på 86 år. Han var den som brände den sista motståndaren i den sista matchen och tog i samband med det hand om den boll som användes i den klassiska spelsekvensen. När Red Sox senare bad om att få bollen vägrade han och han blev sedermera stämd av klubben. Till slut nådde parterna 2006 en förlikning som innebar att bollen skänktes till National Baseball Hall of Fame and Museum. Mientkiewicz blev illa omtyckt av Red Sox supportrar för sin vägran att ge bollen till klubben och fick bland annat motta dödshot.
Mientkiewicz har efter spelarkarriären arbetat som tränare i Minor League Baseball.
Mientkiewicz är en av bara en handfull spelare i världen som vunnit både World Series och OS-guld.